# Salesville (Ohio)
Salesville è un census-designated place (CDP) degli Stati Uniti d'America, situato nello stato dell'Ohio, nella contea di Guernsey.
Fino al 2015 la località era classificata come villaggio (village).